# Paul Langerhans
Paul Langerhans (Berlín, 25 de julio de 1847 - Funchal, Madeira, 20 de julio de 1888) fue un médico patólogo, fisiólogo y biólogo alemán.

## Biografía
Paul Langerhans nació en Berlín el 25 de julio de 1847. Hijo y hermano de médicos, comenzó la carrera de medicina en 1865 en la Universidad de Jena, en donde fue discípulo del gran morfólogo Ernst Haeckel. Prosiguió sus estudios en la Universidad de Berlín, contando entre sus profesores a Julius Cohnheim y a Rudolf Virchow, en cuyo laboratorio del Instituto de Patología comenzó a trabajar y con quien trabó una gran amistad.
En 1870 viajó a Egipto, Palestina y Siria en donde, sin duda bajo la influencia de Virchow, realizó diversas observaciones antropológicas. Tras servir como médico en el ejército alemán durante la Guerra Franco-Prusiana, fue nombrado prosector de Patología en la Universidad de Freiburg im Breisgau, donde más tarde alcanzó el grado de profesor asociado.  
Una grave tuberculosis pulmonar interrumpió su carrera docente en 1874. Viajó por Suiza, Italia y Alemania buscando la curación de su dolencia y finalmente se asentó en Madeira, cuyo clima templado mejoró su salud. Allí ejerció la medicina y realizó interesantes estudios de zoología marina. 
El 20 de julio de 1888 murió a causa de una infección renal.

## Investigaciones
El conocimiento de la estructura de los tejidos aumentó de forma notable con la mejora del microscopio. Desde 1830 se había superado la aberración esférica y cromática de estos aparatos ópticos, lo que permitió el descubrimiento de nuevas formas estructurales: las fibras musculares lisas y estriadas (Wagner, 1835), las glándulas gástricas propias (Purkinje, 1837), los epitelios (Henle, 1837). Estas estructuras recién descubiertas pronto informaron de los mecanismos de funcionamiento del organismo: la contracción muscular por la acción de las fibras musculares estriadas (Bowman, 1840-41), o la formación de gránulos de secreción en las células glandulares (Heidenhain, 1866) son buena muestra de ello. El descubrimiento de las células insulares del páncreas por Langerhans en 1869 se enmarca en esta corriente histofisiológica.
Los trabajos de investigación de Langerhans se centraron en el estudio de la histología, campo en el que aplicó con éxito las nuevas técnicas de tinción. Cuando aún era estudiante de medicina en el laboratorio de Virchow trabajó sobre la inervación de la piel. En su trabajo Ueber die Nerven der Menschlichen Haut, publicado en 1868 en el Vircow's Archiv, describió las terminaciones nerviosas situadas en el estrato de Malpighi de la epidermis, así como el stratum granulosum del mismo, conocido más tarde como estrato de Langerhans
Junto con F. A. Hoffmann y también en el laboratorio de Virchow, llevó a cabo otra importante investigación sobre el sistema macrófago, siendo pionero en el estudio del sistema retículoendotelial, concepto acuñado por Aschoff.
Durante sus tiempos de estudiante realizó asimismo su descubrimiento más conocido, los islotes pancreáticos que llevan su nombre. Entre el verano de 1867 y el otoño de 1868 realizó investigaciones sobre la estructura del páncreas, tema de su tesis de doctorado que presentó al año siguiente bajo el título de Beiträge zur mikroskopichen Anatomie der Bauchspeicheldruse. En su experimentación utilizó sobre todo conejos a los que inyectaba un colorante (azul de Prusia) en el conducto pancreático para visualizar las ramificaciones y la estructura del sistema excretor. Así descubrió las células glandulares que secretan las enzimas digestivas pancreáticas. Distinguió varios tipos celulares, entre éstos unas células pequeñas, poligonales, sin gránulos, que tenían el aspecto de manchas diseminadas en el interior del parénquima. Las describió con estas palabras: 

"...células pequeñas, de contenido prácticamente homogéneo y de forma poligonal, con núcleo redondeado sin nucleolo y unidas siempre de dos en dos o formando pequeños grupos".

Langerhans admitió que ignoraba la función de estas células. En 1893, el histólogo francés G.E. Laguesse afirmó que quizá fabricaran algún producto de secreción interna y las denominó "Islotes de Langerhans". Treinta años más tarde, este epónimo dio lugar al término "insulina" (de ínsula, isla), la hormona por ellos secretada y aislada por vez primera por F.G. Banting y Ch. Best en 1921.